# Guénin
 Guénin  (en bretón Gwennin) es una población y comuna francesa, situada en la región de Bretaña, departamento de Morbihan, en el distrito de Pontivy y cantón de Baud.

## Demografía
| 1704 | 1517 | 1433 | 1319 | 1239 | 1227 |
| Para los censos de 1962 a 1999 la población legal corresponde a la población sin duplicidades (Fuente: INSEE [Consultar]) |      |      |      |      |      |